# Dichelyma falcatum
Dichelyma falcatum là một loài Rêu trong họ Fontinalaceae. Loài này được (Hedw.) Myrin mô tả khoa học đầu tiên năm 1833.